# Зоря (Олександрівська селищна громада)
Зоря́ —  село в Україні, у Вознесенському районі Миколаївської області. Населення становить 15 осіб. З 2016 року входить до складу Олександрівської селищної громади.

## Населення

### Мова
Розподіл населення за рідною мовою за даними перепису 2001 року:
| Мова       | Кількість | Відсоток |
| ---------- | --------- | -------- |
| українська | 15        | 100%     |